# Commissione per il controllo dei bilanci del Parlamento europeo
La commissione per il controllo dei bilanci (CONT, abbreviazione del francese Commission du contrôle budgétaire) è una commissione permanente del Parlamento europeo che si occupa del controllo dell'uso corretto e adeguato delle disponibilità di bilancio dell'Unione europea. È composta da 30 eurodeputati ed è attualmente presieduta dalla tedesca Monika Hohlmeier.

## Competenze
In base al regolamento del Parlamento europeo la commissione per il controllo dei bilanci è la:
1.   il controllo dell'esecuzione del bilancio dell'Unione europea e del Fondo europeo di sviluppo nonché le decisioni di discarico che devono essere adottate dal Parlamento, compresa la procedura interna di discarico e tutte le altre misure di accompagnamento o di applicazione di tali decisioni;
2.   la chiusura, il rendimento e la verifica dei conti e dei bilanci finanziari dell'Unione europea, delle sue istituzioni e di ogni organismo da essa finanziato, ivi compresa la determinazione degli stanziamenti da riportare e dei saldi;
3.   il controllo delle attività finanziarie della Banca europea per gli investimenti;
4.   la valutazione del rapporto costo-efficacia delle varie forme di finanziamento dell'Unione in sede di attuazione delle politiche dell'Unione europea, con la partecipazione, su richiesta della commissione per il controllo dei bilanci, delle commissioni specializzate e agendo, sempre su richiesta della commissione per il controllo dei bilanci, in cooperazione con le commissioni specializzate per l'esame delle relazioni speciali della Corte dei Conti;
5.   le relazioni con l'Ufficio europeo per la lotta antifrode (OLAF), l'esame delle frodi e delle irregolarità commesse in sede di esecuzione del bilancio dell'Unione, le misure volte a prevenire e perseguire tali casi, la tutela rigorosa degli interessi finanziari dell'Unione e le pertinenti azioni del Procuratore europeo in tale ambito;
6.   le relazioni con la Corte dei conti, la nomina dei suoi membri e l'esame delle sue relazioni;
7.   il regolamento finanziario per quanto riguarda l'esecuzione, la gestione e il controllo del bilancio.»
(Regolamento del Parlamento europeo, Allegato VI: Attribuzioni delle commissioni parlamentari permanenti, V. Commissione per il controllo dei bilanci)

## Presidenti
| Presidente         | Nazionalità | Gruppo | Periodo                         |
| ------------------ | ----------- | ------ | ------------------------------- |
| Szabolcs Fazakas   | Ungheria    | PSE    | 2004 – 2007                     |
| Herbert Bösch      | Austria     | PSE    | 2007 – 2009                     |
| Luigi de Magistris | Italia      | ALDE   | 20 luglio 2009 – 18 luglio 2011 |
| Jan Mulder         | Paesi Bassi | ALDE   | 2011 – 2012                     |
| Michael Theurer    | Germania    | ALDE   | 2012 – 2014                     |
| Ingeborg Gräßle    | Germania    | PPE    | 7 luglio 2014 – 1º luglio 2019  |
| Monika Hohlmeier   | Germania    | PPE    | 10 luglio 2019 – 15 luglio 2024 |
| Niclas Herbst      | Germania    | PPE    | 23 luglio 2024 –                |